# Episodi di Black Jack 21
Questa è una lista degli episodi dell'anime Black Jack 21.

## Lista episodi
| Nº | Titolo italiano Giapponese 「Kanji」 - Rōmaji                                                | In onda          | In onda |
| Nº | Titolo italiano Giapponese 「Kanji」 - Rōmaji                                                | Giapponese       |         |
| 1  | Il giorno del ritorno della licenza da medico 「医師免許が返る日」 - Ishi menkyo ga kaeru hi | 10 aprile 2006   |         |
| 2  | Ricongiungimento di BJ con il padre 「BJ父親との再会」 - BJ chichioya to no saikai           | 17 aprile 2006   |         |
| 3  | Il dolore di Pinoko 「悲しみのピノコ」 - Kanashimi no Pinoko                                 | 24 aprile 2006   |         |
| 4  | L'angelo nero dal nord 「北欧の黒い天使!」 - Hokuō no kuroi tenshi!                          | 8 maggio 2006    |         |
| 5  | Braccio robotico 「ロボットの腕」 - Robotto no ude                                           | 15 maggio 2006   |         |
| 6  | L'ospedale vola nel cielo 「空飛ぶ病院」 - Soratobu byōin                                    | 22 maggio 2006   |         |
| 7  | 100 yen - Promessa di vita 「百億円 命の約束」 - Hyakuoku en inochi no yakusoku              | 29 maggio 2006   |         |
| 8  | Risveglio dopo 65 anni 「65年目の目覚め」 - 65-nenme no mezame                               | 5 giugno 2006    |         |
| 9  | L'impronta del cuore (heart) 「心臓(ハート)の刻印」 - Hāto no kokuin                         | 12 giugno 2006   |         |
| 10 | Miracolo a New York 「紐育(ニューヨーク)の奇跡」 - Nyū Yōku no kiseki                        | 26 giugno 2006   |         |
| 11 | Il destino di un medico in nero 「黒い医者の宿命」 - Kuroi isha no shukumei                  | 3 luglio 2006    |         |
| 12 | Al di là dell'aurora 「オーロラの彼方に」 - Ōrora no kanata ni                               | 10 luglio 2006   |         |
| 13 | Pinoko, torna in Giappone! 「ピノコ、日本へ帰れ!」 - Pinoko, Nippon e kaere!                 | 24 luglio 2006   |         |
| 14 | La paura della malattia Phoenix 「恐怖のフェニックス病」 - Kyōfu no Fenikkusu byō            | 31 luglio 2006   |         |
| 15 | La verità sul padre di BJ 「BJ父親の真実」 - BJ chichioya no shinjitsu                       | 14 agosto 2006   |         |
| 16 | Sfida alla distruzione 「破滅への挑戦」 - Hametsu e no chōsen                                | 29 agosto 2006   |         |
| 17 | Sacralità della vita 「生命の尊厳」 - Inochi no songen                                       | 4 settembre 2006 |         |